# Zlatan Plenković (dominikanac)
Zlatan Plenković (1914. – 1987.) je bio hrvatski dominikanac, propovjednik, kateheta, pisac, pjesnik, skladatelj i orguljaš iz Svete Nedjelje na otoku Hvaru.
Kao pjesnike je opjevao ribare, more i sve u svezi s pomorskom kulturom otoka Hvara.
Povjesničari dominikanskoga reda (Stjepan Krasić) zabilježili su njegovo ime, ali se relativno malo zna o njemu.
Iz svećeničke je obitelji. Bratić je dominikanca o. Randa Paršića i don Jurja Zore Paršića. Prema sjećanu hrvatskog akademskog slikara Josipa Botterija Dinija u intervjuu za Slobodnu Dalmaciju, Paršić je bio duhovni uzor klapskom pedagogu Ljubi Stipišiću Delmati, dok je Stipišiću sklonost prema glazbi i sakralnoj baštini poticao njegov rođak fr. Zlatan Plenković, također dominikanac i glazbenik. Fra Zlatan Plenković bio je svestrani dominikanac, jednom od najuglednijih i najpoznatijih članova u povijesti dominikanskog samostana sv. Nikole u Korčuli.

## Djela
Objavio je nekoliko knjiga, a iz područja beletristike mu je objavljena samo jedna knjiga i to posmrtno. Značaj njegove knjige je što su u toj pjesničkoj zbirci akcentuirane riječi.
- Moje selo, zbirka pjesama, Hrvatska dominikanska provincija, Zagreb